# Harter Brocken
Harter Brocken ist eine von Holger Karsten Schmidt kreierte Kriminalfilmreihe der ARD mit Aljoscha Stadelmann in der Hauptrolle. Sie wird seit 2014 produziert und seit 2015 ausgestrahlt. Schauplatz ist die Kleinstadt Sankt Andreasberg im Harz nahe dem Brocken, dem die Filmreihe ihren Namen verdankt.

## Handlung
Frank Koops ist Polizist in der kleinen Bergstadt St. Andreasberg im Harz, in der es in aller Regel recht beschaulich zugeht. In seinem Revier ist er mit seinem grünen Lada Niva bekannt und alles scheint in geordneten Bahnen zu laufen. Doch das Verbrechen dringt auch bis in diesen versteckten Winkel vor. Koops meistert Herausforderungen auf seine ganz eigene, ruhige Art und seine kriminalistischen Qualitäten werden von den Verbrechern stets unterschätzt. Von Vorteil sind auch seine speziellen Ortskenntnisse. Befreundet ist er mit dem Postboten Heiner Kelzenberg und der jungen Kollegin Mette Vogt aus dem Nachbarort Braunlage. Beide sind ihm im Ernstfall wichtige Helfer.

## Episodenliste
| Nr. | Originaltitel          | Erstausstrahlung   | Regie             | Drehbuch                      | Zuschauer               |
| --- | ---------------------- | ------------------ | ----------------- | ----------------------------- | ----------------------- |
| 1   | Harter Brocken         | 7. März 2015       | Stephan Wagner    | Holger Karsten Schmidt        | 7,51 Mio. (24,3 % MA)   |
| 2   | Die Kronzeugin         | 25. Nov. 2017      | Florian Baxmeyer  | Holger Karsten Schmidt        | 6,44 Mio. (20,8 % MA)   |
| 3   | Der Bankraub           | 25. Dez. 2017      | Andreas Senn      | Holger Karsten Schmidt        | 4,50 Mio. (14,0 % MA)   |
| 4   | Der Geheimcode         | 19. Dez. 2019      | Markus Sehr       | Holger Karsten Schmidt        | 5,01 Mio. (16,7 % MA)   |
| 5   | Die Fälscherin         | 17. Dez. 2020      | Anno Saul         | Holger Karsten Schmidt        | 5,97 Mio. (18,3 % MA)   |
| 6   | Der Waffendeal         | 15. Mai 2021       | Markus Sehr       | Anke Winschewski, Niels Holle | 7,26 Mio. (23,4 % MA)   |
| 7   | Das Überlebenstraining | 5. Nov. 2022       | Buket Alakuş      | Benjamin Hessler              | 6,09 Mio. (23,0 % MA)   |
| 8   | Der Goldrausch         | 18. Nov. 2023      | Markus Sehr       | Mika Kallwass, Markus Sehr    | 5,37 Mio. (19,9 % MA)   |
| 9   | Die Erpressung         | noch nicht bekannt | Hanno Olderdissen | Klaus Burck, Michael Knoll    | noch nicht ausgestrahlt |
| 10  | Der Dealer             | noch nicht bekannt | Nils Willbrandt   | Henner Schulte-Holtey         | noch nicht ausgestrahlt |

## Kritiken
Der Filmkritiker und Grimme-Juror Rainer Tittelbach grenzt die Figur des Frank Koops indirekt von bayerischen Kriminalkomödien ab, indem er auf eine unbeachtete Dorfintelligenz verweist, die sich von Bauernschläue distanziert; er bewertet den ersten Film der Reihe mit Extraklasse von fünf Sternen: „Dieser Koops ist keine Lachnummer. Den kann man durchaus ernst nehmen. Ein arbeitsscheuer Dorfbulle jedenfalls ist er nicht.“ Besonders hat es Tittelbach die Atmosphäre des Harzer Bergkrimis angetan:

„Im Schießen eine Null, aber im Kopf wider Erwarten helle ist Dorfpolizist Frank Koops. Sein Revier ist der Harz. Den kennt er, den liebt er und den verteidigt er gegen jede Art krimineller Energie. ‚Harter Brocken‘ von den Grimme-Preisträgern Holger Karsten Schmidt und Stephan Wagner ist ein Katz- und Mausspiel mit cleveren Parteien, ein konzentriertes Sechs-Personen-Stück unter freiem Himmel. Eigenwillig der Held, top der Cast, bleihaltig der Showdown. Und der Zuschauer ist bestens informiert; das steigert Spannung & Lust.“

Voll des Lobes ist Heike Huppertz in der FAZ, die Aljoscha Stadelmann als vermeintlich „bärbeißigen, alerten Lokalpolizisten“ beschreibt, der „aus Specksteinen Figuren schnitzt, einen wandelnden Vertreter der 'Oral History' abgibt und auf dem Schießstand nie etwas zustande bringt, ihn aber als Gegenteil eines Dorfdeppen“ skizziert. Sie kommt zu dem Schluss: „'Harter Brocken' ist ein ungetrübtes Vergnügen. Mehr kann man von einem Samstagabendkrimi nicht erwarten. Oder doch: Frank Koops in Serie wäre noch besser.“
Thomas Gehringer urteilt auf dem Portal des Kritikers Rainer Tittelbach:

„Mit dem Kleinstadt-Polizisten Frank Koops hat Holger Karsten Schmidt eine der schönsten Ermittlerfiguren im deutschen Fernsehkrimi erfunden, einen Stoiker, der sich selbst genügt und scheinbar wunschlos glücklich ist, frei nach dem Motto: ‚Keine Wünsche, keine Aufregung‘. Der aber zugleich aufmerksam, klug und tatkräftig handelt, wenn mal wieder Gewalt und Verbrechen Einzug halten in seinem kleinen Harzer Reich. Aljoscha Stadelmann spielt diesen sympathischen Einzelgänger hinreißend lässig, unaufgeregt und bodenständig, ohne ins Klischee und schon gar nicht ins heimattümelnde Pathos abzurutschen. Nichts kommt bei ihm mit großer Geste daher, doch mit seiner sparsamen Mimik, der immer leicht schlurfenden Art der Fortbewegung und seinem Sinn für das Timing in den lakonischen Dialogen gelingt Stadelmann die nahezu perfekte Verkörperung eines stets unterschätzten und stets über sich selbst hinauswachsenden Kleinstadt-Schupos.“